# Zuriñe Hidalgo
Zuriñe Hidalgo Alonso (Vitoria, Álava, 19 de octubre de 1990) es una presentadora de televisión y cantante vasca.
Debutó como estrella infantil a los once años de edad en el programa Betizu de ETB1, siendo una de los varios artistas de Betizu (una exBetizu).

## Biografía
Estudió Educación Infantil en la Universidad Pública de Navarra (UPNA) y ejerció varios años de profesora infantil. Se formó además en educación sexual y en menstruación femenina, organizando talleres para mujeres.
Comenzó su carrera en la televisión con diez años. Ha sido presentadora entre otros de los programas Betizu y 3Txulo de la televisión vasca ETB1. Fue integrante del grupo de música Betizu Taldea, junto a Telmo Idígoras y Elene Arandia, grupo de música que alcanzó una gran notoriedad, en especial por la exitosa canción «Lokaleko leihotik» o también por el sencillo «Esaidazu».
Durante varios años (2006 - 2021) fue la cantante y vocalista del grupo navarro de música ska Hesian. En el año 2014 presentó el programa Kantugiro. En el año 2017 fue la presentadora del concurso musical Bago!az.
En el año 2022 se unió al reparto del programa Vikingak, junto a Amancay Gaztañaga y Erika Olaizola.

## Activismo
Hidalgo es activista feminista y por los derechos de las mujeres. También ha abogado por la precariedad de las mujeres en relación con la menstruación y a la sexualidad femenina. También se ha pronunciado por la precariedad de los trabajadores de la cultura.

### Polémicas
Debido a su activismo social, alguna vez se ha visto envuelta en alguna pequeña polémica sin importancia. En el año 2017 fue incluida en la denominada "polémica de EITB" por un programa de televisión, en el que según algunos medios Hidalgo habría afirmado que los españoles se dedican a "piropear a la mujer" y a tratarla "como si fuera ganado", declaraciones que no gustaron en algunos sectores.
Zuriñe Hidalgo fue una de los muchos artistas infantiles de Betizu, donde estuvo desde los 11 años. En el año 2022, siendo adulta, reconoció que no fue fácil ser parte de Betizu siendo tan joven y recriminó al programa y a ETB1 ciertos hechos, declarando que "sufría discriminación en situaciones que iban desde la forma en la que le vestían, hasta la forma en la que le trataban".

## Vida privada
Actualmente vive en Vitoria.

## Filmografía

### Televisión
- Betizu
- 3Txulo
- A ze banda!
- Gure Kasa[15]
- Kantugiro
- Bago!az
- Adinberri[16]
- Vikingak